# Заят
Заят (на бирмански: ဇရပ်) е вид бирманска сграда, присъстваща в почти всяко село. Основното ѝ предназначение е като подслон за пътници, но в същевременно служи и като място за събиране по религиозни поводи. Селяните могат да го използват и за да дискутират нуждите или плановете на селото. Монасите, изповядващи теравада будизъм, използват заятите като място за живеене, докато упражняват предписанията за съботните дни. Будистките манастири могат да имат един или повече заята наблизо. Дарителите основно строят заяти близо до главни пътища, като по този начин целят да предоставят вода и подслон на изтощени пътници. Християнските мисионери също са приели употребата им, след като американският баптист Адонирам Джъдсън построява такава през 1818 г.
Приносите под формата на финансиране или труд за строежа или за поддържането на един заят се считат за дана (похвална благотворителност). Така заятите обикновено биват построявани по по-здрав и по-скъп начин от повечето частни къщи. Трудът е предоставян от местните жители, а финансирането може да бъде предоставяно както от местните, така и от далечни хора. По традиция, покривът е сламен или керемиден и се държи на редове дървени колони. Покривите и колоните на заятите не само са със сложна резба, а понякога биват напълно позлатени. Подът се прави от здрав цимент и бива полиран.
Някои заяти развиват и други функции с течение на времето. Например, болницата за будистки монаси и монахини „Живитадана Сангха“ в Сикайн първоначално е била клиника към заят.

## В западната култура
Поради важността на заята в евангелистката мисия на Адонирам Джъдсън и известността на творбите му, насърчавана от жена му – Ан Джъдсън, много християнски мисионери в Мианмар построяват и използват заяти. След това техните писания и дневници биват широко публикувани от мисионерските общества в Съединените щати.
Първата история за Фу Манчу е озаглавена Целувката на заята и е публикувана като самостоятелна история в списание през 1912 г. Тази и последвалите девет истории се комбинират в новелата „Мистерията на Д-р Фу Манчу“ през 1913 г., която бива озаглавена „Коварният Д-р Фу Манчу“, когато е публикувана четири месеца по-късно в САЩ.